# Emil Rosén
Johan Emil Rosén, född 3 november 1875 i Odensvi socken, Västmanland, död 23 mars 1940 i Göteborg, var en svensk journalist och politiker.
Emil Rosén var son till hemmansägaren Carl Erik Persson. Efter att ha genomgått folkskola arbetade han 1888–1890 vid järnväg och mekaniska verkstäder. Han kom under denna tid in i den fackliga arbetarrörelsen och i Svenska Socialistiska Ungdomsförbundet. Han var 1899–1900 medlem av redaktionen för förbundets tidning Brand. Rosén var 1900–1903 anställd vid Ny Tid och 1903–1908 huvudredaktör för Arbetarbladet i Gävle. 1908 dömdes han till två månaders fängelse för att han publicerat en artikel mot tyske kejsaren, skriven av Fabian Månsson. 1908–1940 var han på nytt anställd vid Ny Tid, 1918–1933 som chefredaktör och ansvarig utgivare, 1933–1940 som ansvarig utgivare och chef för utrikesavdelningen. Även under sin tid som journalist var Rosén aktiv som organisatör inom arbetarrörelsen, bland annat vid bildandet av Svenska lantarbetareförbundet 1908. I Göteborg var han mycket anlitad inom det kommunala livet, och 1933–1934 tillhörde han Första kammaren. Rosén var mångsidig som journalist, särskilt intresserade han sig för utrikesavdelningen, där hans stora språkkunskaper var en stor tillgång. Hans politiska åskådning var till en början starkt radikal, men modererades med åren. Ny Tid höll under hans ledning sin ställning som ett av de socialdemokratiska partiets mest representativa organ.